# 王揖
王揖（1919年—1986年）。本名萧礼重，又名萧道履，男，四川阆中人，中国新闻活动家，中华全国新闻工作者协会原常务副主席，第五、六届全国政协委员。